# Cantonul Orcières
Cantonul Orcières este un canton din arondismentul Gap, departamentul Hautes-Alpes, regiunea Provence-Alpes-Côte d'Azur, Franța.

## Comune
- Champoléon
- Orcières (reședință)
- Saint-Jean-Saint-Nicolas